# Richard Addinsell
Richard Addinsell (Londra, 13 gennaio 1904 – Brighton, 14 novembre 1977) è stato un compositore britannico, noto soprattutto per il brano dal titolo Concerto di Varsavia e per colonne sonore di vari film.

## Biografia
Dopo aver studiato per 18 mesi Legge ad Oxford all'Hertford College, Addinsell cambiò e frequentò il Royal College of Music dal 1925, continuando in seguito la sua formazione musicale a Berlino, Vienna e negli Stati Uniti.

## Filmografia
- Elisabetta d'Inghilterra (Fire Over England), regia di William K. Howard (1937)
- Gentiluomo dilettante - Il nuovo Robin Hood (The Amateur Gentleman), regia di Thornton Freeland  (1936)
- Addio, Mr. Chips! (Goodbye Mr. Chips), regia di Sam Wood e, non accreditato, Sidney Franklin (1939)
- Dangerous Moonlight, regia di Brian Desmond Hurst (1941)
- Spirito allegro (Blithe Spirit), regia di David Lean (1945)
- Il peccato di Lady Considine (Under Capricorn), regia di Alfred Hitchcock (1949)
- La rosa nera (The Black Rose), regia di Henry Hathaway (1950)
- Lo schiavo dell'oro (Scrooge), regia di Brian Desmond-Hurst (1951)
- Tom Brown's Schooldays, regia di Gordon Parry (1951)
- Gli sparvieri dello stretto (Sea Devils) regia di Raoul Walsh - musiche originali (1953)
- Lord Brummell (Beau Brummell), regia di Curtis Bernhardt (1954)
- Il principe e la ballerina (The Prince and the Showgirl), regia di Laurence Olivier (1957)
- Verso la città del terrore (A Tale of Two Cities), regia di Ralph Thomas (1958)
- La primavera romana della signora Stone (The Roman Spring of Mrs. Stone), regia di José Quintero (1961)
- Il generale non si arrende (Waltz of the Toreadors), regia di John Guillermin (1962)

## Il suo capolavoro
Il Concerto di Varsavia (Warsaw Concerto) è stato scritto in origine per un film drammatico del 1941, Dangerous Moonlight sottotitolato "Suicide Squadron"; è un film di guerra del regista britannico Brian Desmond Hurst. Il brano per pianoforte ed orchestra è tuttora un pezzo molto popolare. Il regista voleva della musica nello stile di Sergei Rachmaninoff ma non riuscì a convincere il compositore russo a scrivere le musiche. Fu quindi Addinsell che venne incaricato di scriverle e ne fece un capolavoro conosciuto da tutti.